# Храм Владимирской иконы Божией Матери в Куркине
Храм Владимирской иконы Божией Матери в Куркине — приходской храм Спасского благочиния Московской городской епархии Русской православной церкви. Находится по адресу Новогорская улица, 37.

## История
Село Куркино известно более 500 лет, однако однопрестольная церковь появилась в нём только в 1678 году, когда князь Иван Воротынский обустраивал в селе своё поместье. Храм был трёхглавый, с колокольней и трапезной, в который было организовано два придела, один во имя Николая Чудотворца, второй во имя преподобного Сергия Радонежского. Церковь входила в Загородскую десятину Патриаршей области.

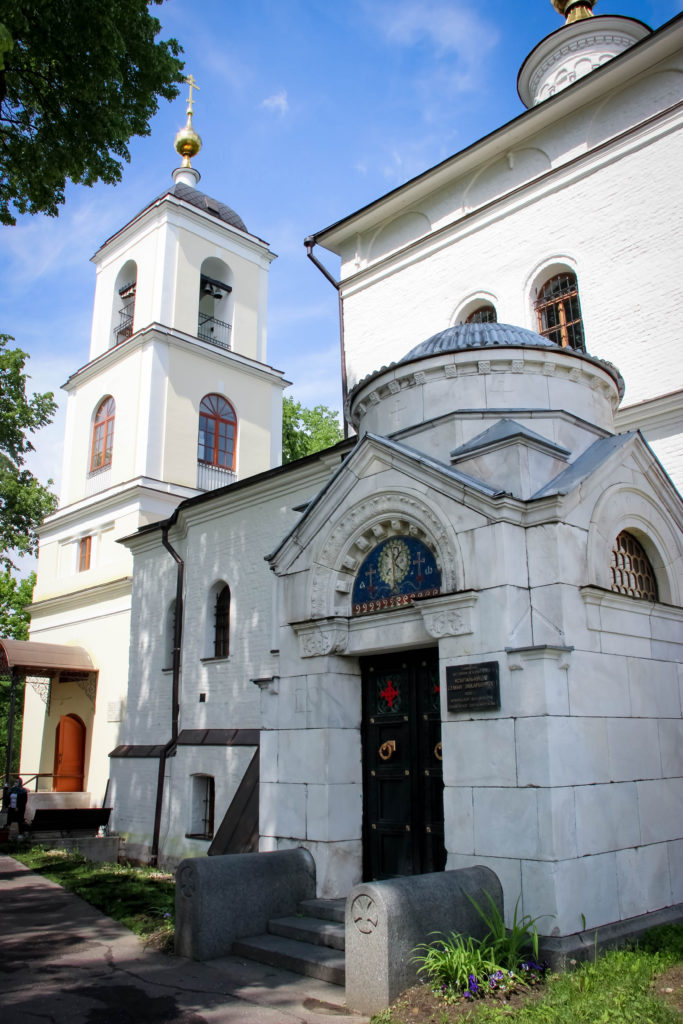
Усыпальница Захарьиных

К 1743 году церковь обветшала и требовала срочного ремонта, деньги на который выдели только в 1760 году. Существует предположение, что именно во время этого ремонта начал значительно изменяться облик церкви, из трёх куполов оставили только один, упразднили приделы и убрали часть декоративной отделки. Современный вид храм приобрел во время перестройки, начавшейся в 1840 году. Церковь получила новые фасады. Старую обветшавшую колокольню разобрали и на её месте сложили новую, четырёхъярусную. В подклете организовали тёплый придел во имя Николая Чудотворца. Перестройка закончилась в 1846 году.
Помощь в обновление храма оказывали и окрестные помещики, в том числе и семья известного врача-терапевта Григория Захарьина, после смерти которого рядом с церковью была построена семейная часовня-склеп. Проект часовни выполнил Фёдор Шехтель, а эскизы мозаичного убранства создавал Виктор Васнецов.
Храм действовал до 1938 года, после чего был закрыт в связи с отсутствием священнослужителей. При этом каких-либо официальных документов о закрытии храма издано не было, что позволило полностью сохранить как убранство храма, так и предметы церковного обихода, изъяты были только ценности. Богослужения в храме возобновились в июле 1946 года.
С историей храма связаны имена двух новомучеников: Александра и Димитрия Русиновых, сыновей диакона, служившего в храме.
На территории приходского кладбища похоронен также иконописец Иосиф Панкрышев.
У стен храма нашли свое последние пристанище воины Отечественной войны 1812 года — 2 казака, 20 солдат Первой мировой войны и 78 воинов Великой Отечественной войны, некоторые из бывших настоятелей храма.
В 2016—2018 годах храм реставрировался по программы предоставления субсидий из бюджета города Москвы. В 2018 году подрядчиком и авторским надзором выступала единая служба заказчика Московской патриархии. В сентябре 2020 года храм передан в собственность Русской православной церкви.

## Духовенство
- иерей Игорь Константинов — настоятель[4];
- протоиерей Александр Гомзяк;
- иерей Михаил Пристая;
- иерей Рафаил Калимуллин[5];
- иерей Артемий Дериземля[6].